# Museo de arte Daejeon

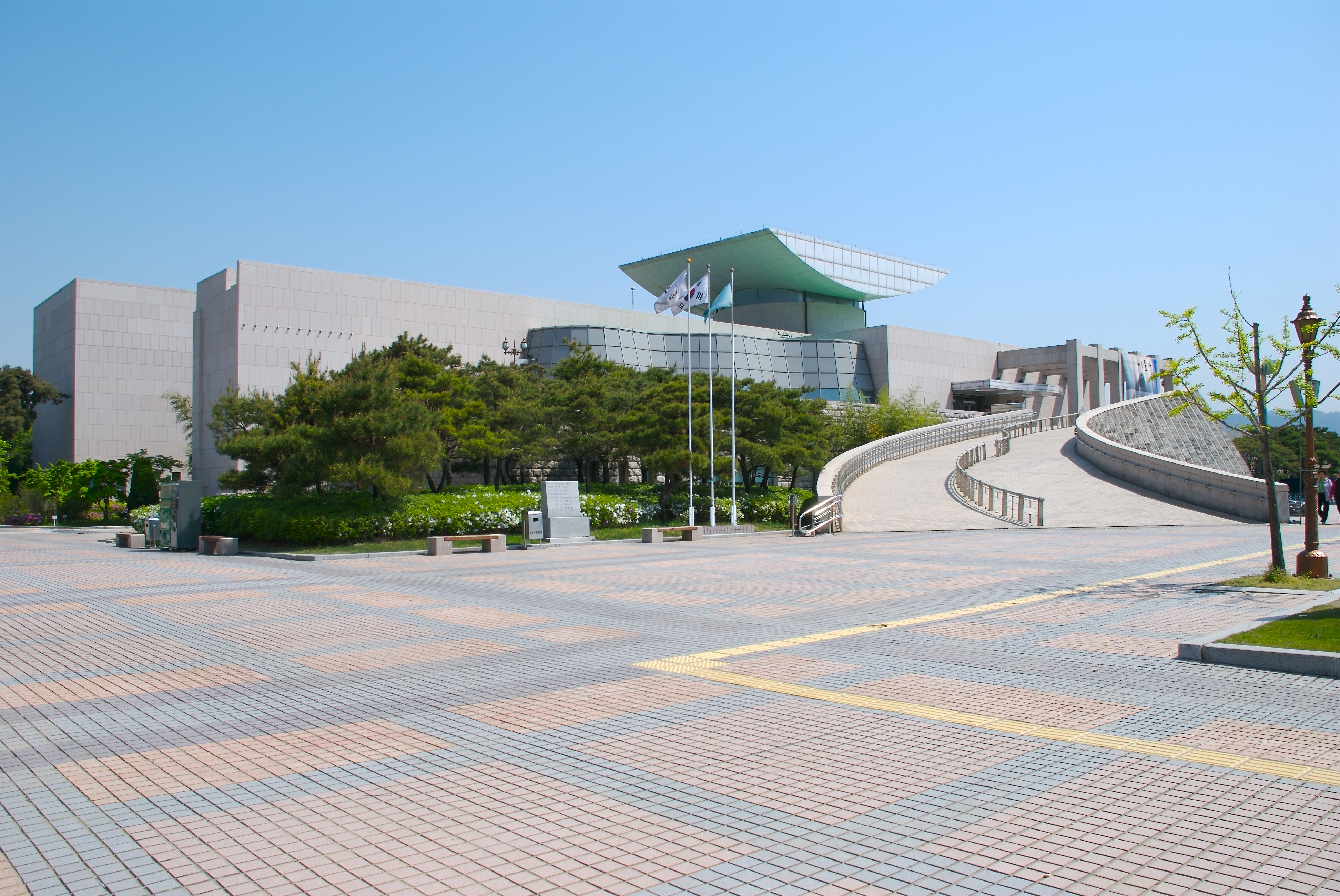
Museo de Arte Daejeon
Hangul - 대전시립미술관
Hanja - 大田市立美術館

Museo de Arte Daejeon (también llamado el Museo Metropolitano de Arte de Daejeon) está situado cerca de 396 Mannyeon-dong, Seo-gu, el Parque Expo de Daejeon, Corea del Sur. Abrió sus puertas el 15 de abril de 1998. Se ha destacado el arte moderno de artistas tanto nacionales como extranjeros. La instalación cuenta con una superficie de poco más de 8.400 m². También incluye un parque de esculturas al aire libre.